# Оберн (Айова)
Оберн (англ. Auburn) — город в США, расположенный в западной части штата Айова, в округе Сок. Население — 322 человека (2010 год).

## История
Город был основан в 1888 году и назван в честь одноименного города в штате Нью-Йорк.

## Демографическая обстановка
По данным переписи населения 2010 года, население города составляло 322 человека, что на 8,8 % больше, чем во время переписи 2000 года. Национальный состав города практически однообразен: 99,7 % белых (321 человек) и 0,3 % азиат (1 человек). Средний возраст жителя города равен 36 годам.